# St. Johannis Evangelist (Fiszewo)

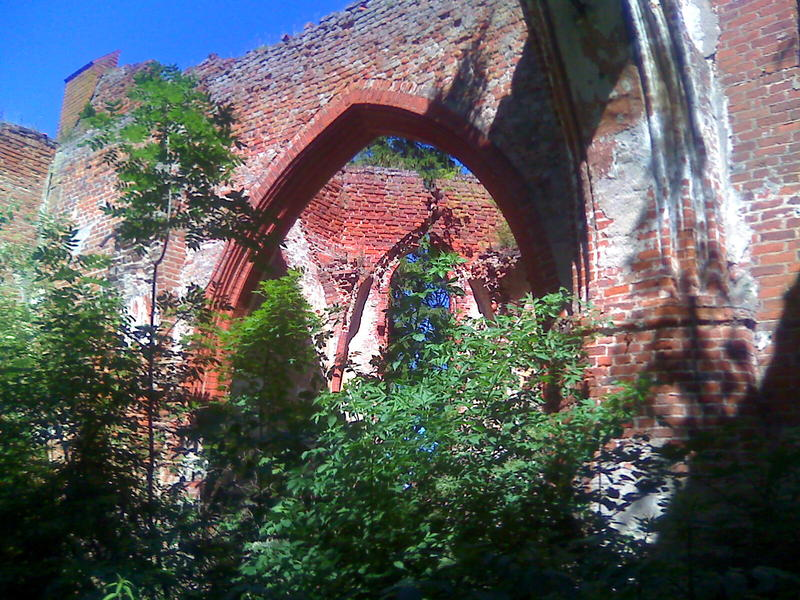
St. Johannis Evangelist in Fiszewo

Die Pfarrkirche St. Johannes Evangelist in Fiszewo (deutsch Fischau) im früheren Kreis Marienburg in der polnischen Woiwodschaft Ermland-Masuren ist seit 1945 ruinös.

## Geschichte
Die erste urkundliche Erwähnung der Kirche in Fischau („Wisconia“) in einer päpstlichen Urkunde datiert von 1319. Die Kirche wird als vakant beschrieben. Sie wurde um das zweite Viertel des 14. Jahrhunderts als Saalkirche mit Chor und Westturm erbaut. Die Glocke trägt die Jahreszahl 1516. Die Seitenschiffe und die inneren Arkadenreihen stammen aus der Zeit um 1400. Von der zunächst geplanten Wölbung nahm man schon während des Bauprozesses Abstand.
Im Jahr 1754 stürzte das Chorgewölbe ein, und der Chor wurde abgebrochen. Ab 1897 wurde er neu gebaut. Als Folge des Zweiten Weltkriegs brannte die Kirche 1945. Erhalten sind die Umfassungsmauern in voller Höhe sowie die südliche Arkadenreihe und der westliche Abschnitt der nördlichen Arkadenreihe. Die Ruine ist an mehreren Stellen stark einsturzgefährdet.

## Bauwerk
Die Kirche war für ländliche Verhältnisse außergewöhnlich groß und architektonisch reich durchgebildet. Der Bau war eine dreischiffige, ungewölbte Hallenkirche mit an den Kanten schräg stehenden Strebepfeilern. Die Streben teilen die südliche Außenwand in fünf Abschnitte. Das südliche Seitenschiff stößt mit einer Fuge an den Turm. Die Südseite hat spitzbogige, profilierte Fenster. Im Inneren ruhen drei weitgespannte Arkaden auf achteckigen Pfeilern. Über den Arkaden springt das Mauerwerk zurück, was Hinweis auf eine ursprünglich vorgesehene Wölbung ist. Diese Rücksprünge sind jedoch sauber ausgemauert. Auf der Ostseite befinden sich Halbpfeiler, die sekundär an die Umfassungsmauer angefügt wurden. Auf der Westseite scheinen diese teilweise im Verband mit der östlichen Turmwand zu stehen. Der Chor ist ein eingezogener und gewölbter Polygonalchor mit Strebepfeilern. Die profilierten Wandpfeiler des Triumphbogens sind im unteren Bereich noch ursprünglich. Der 1897 errichtete Neubau ist jedoch kürzer als der mittelalterliche Vorgänger. Vor dem Südportal befand sich vermutlich die mittelalterliche Vorhalle, da der obere Wandabschnitt keine Fenster hat. Der leicht in das Langhaus eingestellte Westturm hat noch drei mittelalterliche Geschosse. Das Erdgeschoss hat ein gestuftes und profiliertes Spitzbogenportal im Westen und ist ansonsten schmucklos. Im ersten Obergeschoss befindet sich nördlich und südlich je eine große profilierte Spitzbogenblende, auf der Westseite zwei schmale Schallöffnungen. Ein profilierter zierlicher Wasserschlag dient als Horizontaltrennung zum zweiten Geschoss. Dieses hat je eine schmale Spitzbogenblende mit segmentbogig geschlossener Schallöffnung auf jeder freien Seite.